# أل بيكر
أل بيكر (بالإنجليزية: Al Baker)‏ هو لاعب كرة قدم أمريكية أمريكي، ولد في 9 ديسمبر 1956 في جاكسونفيل في الولايات المتحدة.

## وصلات خارجية
- أل بيكر على موقع كلية كرة السلة في سبورتس رفرنس.كوم (الإنجليزية)
- أل بيكر على موقع مرجع كرة القدم المحترفة.كوم (الإنجليزية)